# Łypky (obwód żytomierski)
Lipki (ukr. Липки) – wieś na Ukrainie, w obwodzie żytomierskim, w rejonie żytomierskim.

## Dwór
Piętrowy dwór z dwupiętrową sześcioboczną wieżą po prawej stronie. Obok duży park. Obiekt zniszczony w 1917 r.